# 张岂之
张岂之（1927年11月—），男，江苏如皋人，中国历史学家、思想史家。

## 生平
1927年11月生于江苏南通如皋。1946年考入北京大学哲学系，1950年毕业，考入清华大学哲学系读研究生。1952年任教于西北大学。参与编写《中国思想通史》。1978年8月至1984年9月任西北大学历史系主任，1983年9月至1985年5月任西北大学副校长，1985年4月至1991年8月任西北大学校长。1988年当选中国史学会第四届理事会副会长。现为西北大学中国思想文化研究所所长、清华大学思想文化研究所教授、清华大学历史系教授。

## 著作
主编《中国思想史》、《中国思想学说史》、《中国历史大辞典·思想史卷》、《中国儒学思想史》、《中国传统文化》、《中国思想文化史》、《中国近代伦理思想的变迁》、《中国近代史学学术史》、《侯外庐著作与思想研究》，《陕西通史·思想史卷》、《中国历史》（六卷本）。
自著《顾炎武》、《儒学·理学·实学·新学》、《春鸟集》、《中华人文精神》、《张岂之自选集》、《不舍集》。

## 评价
- 被称为“国内外知名的学术大师”，“侯外庐学派的领军人物”。[3]

## 扩展阅读
- 方光华，陈战峰主编，《人文学人——张岂之教授纪事》，西安：西安出版社，2008
- 西北大学中国思想文化研究所编，《张岂之教授与研究生论学书信选》，西安：陕西人民出版社，2007